# Saint-Vincent, Tarn-et-Garonne

Saint-Vincent este o comună în departamentul Tarn-et-Garonne din sudul Franței. În 2009 avea o populație de 309 de locuitori.

## Evoluția populației
| An        | 1975 | 1982 | 1990 | 1999 | 2006 | 2009 |
| --------- | ---- | ---- | ---- | ---- | ---- | ---- |
| Populație | 280  | 264  | 260  | 296  | 304  | 309  |